# Autoserica zoutpaniana
Autoserica zoutpaniana är en skalbaggsart som beskrevs av Brenske 1901. Autoserica zoutpaniana ingår i släktet Autoserica och familjen Melolonthidae. Inga underarter finns listade.